# Cmentarz żydowski w Bogorii
Cmentarz żydowski w Bogorii – kirkut społeczności żydowskiej niegdyś zamieszkującej Bogorię. Powstał w XVIII wieku. Miał powierzchnię 0,4 ha. Znajdował się w północnej części miejscowości, przy ul. Spacerowej. Został zniszczony podczas II wojny światowej. Po wojnie na jego terenie wzniesiono aptekę i budynki straży pożarnej.